# مردان خشن
مردان خشن عنوان فیلمی ایرانی به کارگردانی صابر رهبر در سال ۱۳۵۰ است. فیلمبرداری قسمت‌هایی از این فیلم در شهر خرم‌آباد انجام شده‌است.

## خلاصه داستان
«ایاز» که با خانوادهٔ «نصیر» خصومت دارد، توطئه‌ای ترتیب می‌دهد و بزرگ خانوادهٔ نصیر را به زندان می‌کشاند. نصیر در صدد گرفتن انتقام برمی‌آید اما به وسیلهٔ ایاز از شهر رانده می‌شود. نصیر با پهلوانی برخورد می‌کند و نزد او رموز پهلوانی را می‌آموزد و در بازگشت دختر ایاز را می‌رباید تا به او تجاوز کند. ایاز هراسان در تعقیب نصیر برمی آید، اما از ارتفاعی پرت شده و کشته می‌شود. نصیر از تصمیم قبلی‌اش منصرف شده و سرانجام با دختر مورد علاقه‌اش ازدواج می‌کند.

## بازیگران
- محمدعلی‌فردین
- جمشیدمشایخی
- یدالله شیراندامی
- خلیل عقاب
- رضاارحام صدر
- آرزوغفاری
- لی لی
- فیروزه
- رضاعبدی
- سیامک اطلسی